# Nonne-Milroy-Meige-Syndrom

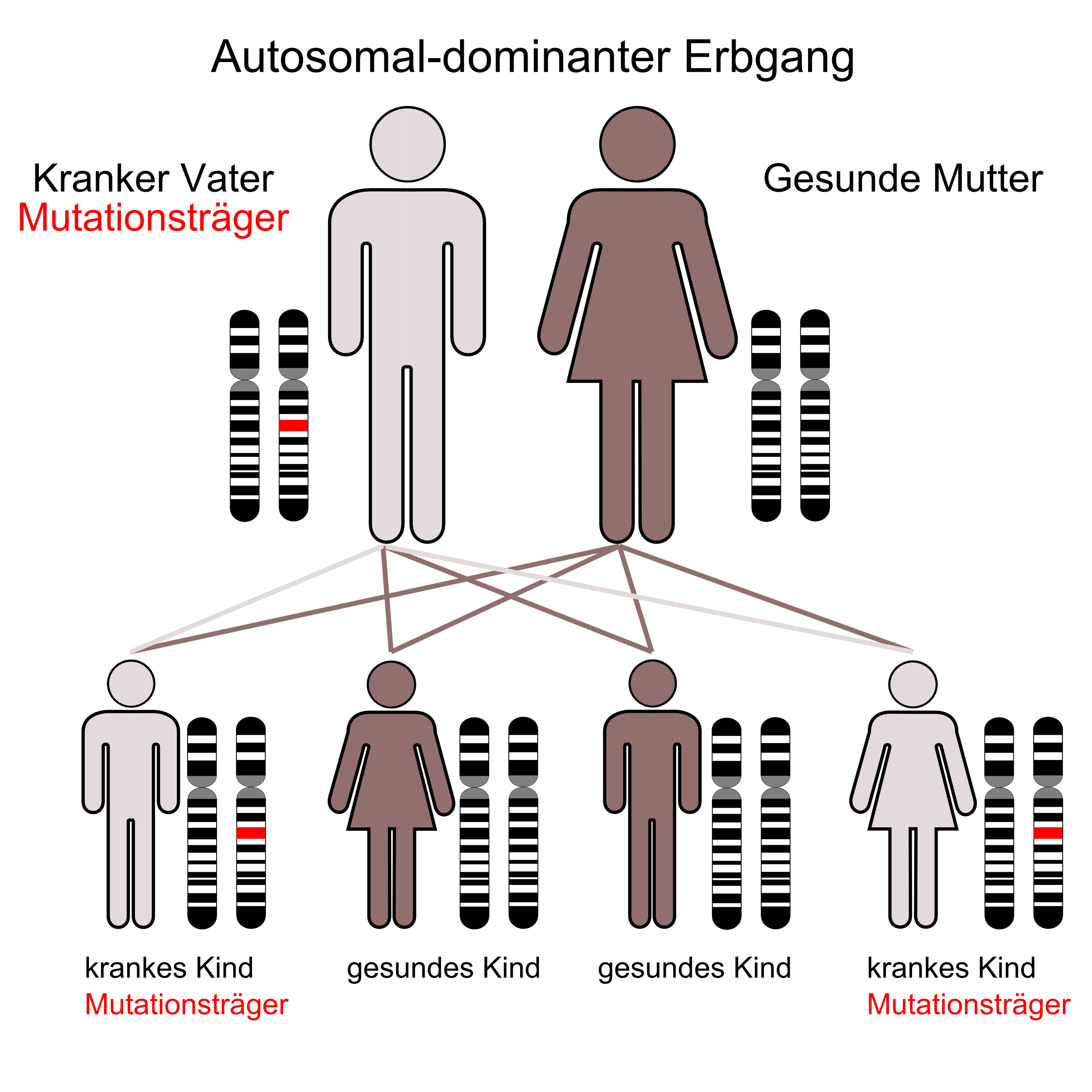
Der autosomal-dominante Erbgang

Das Nonne-Milroy-Meige-Syndrom beschreibt ein familiäres (autosomal-dominant vererbtes), chronisches, schmerzloses Lymphödem der unteren und in seltenen Fällen auch oberen Extremitäten. Es hat Minderwuchs, Akromikrie, Adipositas (Reithosentyp), Hypogonadismus und mentale Retardierung zur Folge. Die Betroffenen neigen weiterhin zu Geschwüren (Ulzera) und sind anfällig für Sekundärinfektionen.
Benannt ist das Syndrom nach dem deutschen Neurologen Max Nonne (1861–1959), dem US-amerikanischen Internisten William Forsyth Milroy (1855–1942) und dem französischen Internisten Henry Meige (1866–1940). 
Der Begriff ist heute eher von historischer Bedeutung und durch andere Bezeichnungen ersetzt, da das Krankheitsbild klinisch leicht in zwei separate Entitäten aufgeteilt werden kann:
- hereditäres Lymphödem Typ 1 (Nonne-Milroy-Syndrom), welches keine weiteren Fehlbildungen zur Folge hat und angeboren ist[2]
- hereditäres Lymphödem Typ 2 (Meige-Syndrom), welches mit Fehlbildungen einhergeht und sich um den Zeitraum der Pubertät manifestiert.[3]